# ماینلوف کخ
ماینلوف کخ (انگلیسی: Meinolf Koch؛ زادهٔ ۱۲ ژوئیهٔ ۱۹۵۷) بازیکن فوتبال اهل آلمان است.
از باشگاه‌هایی که در آن بازی کرده‌است می‌توان به باشگاه فوتبال بروسیا دورتموند اشاره کرد.
وی همچنین در تیم ملی فوتبال زیر ۲۳ سال آلمان بازی کرده‌است.